# Attila Bartis
Attila Bartis, född 22 januari 1968 i Târgu Mureș, Transsylvanien, är en ungersk författare och fotograf. Bartis föddes som rumänsk medborgare i en ungersk familj. Familjen flyttade till Budapest 1984 och fick då sina rumänska medborgarskap indragna. Bartis utbildade sig till fotograf vilket sedan blev hans yrke.
Han romandebuterade 1995 med A séta och utmärkte sig direkt med en kylig och mardrömslik ton, vilket skulle bli ett kännetecken för hans verk. År 2001 gav han ut romanen Stillheten som blev ett internationellt genombrott med översättningar till flera språk. Per Landin recenserade Stillheten i Dagens Nyheter och beskrev den som "en skoningslös uppgörelse med den ohyggliga psykiska atmosfären i en ungersk familj under åren fram till kommunismens fall, då alla gamla livsvärden och livslögner mals sönder tillsammans med noppiga lodenrockar, schäslonger som luktar mormor och bönkonserver från förkrigstiden."
Bartis har fått en rad priser både för sitt arbete som fotograf och författare, däribland Tibor Déry-priset och Sándor Márai-priset. Han bor och verkar i Budapest.

## Utgivet
- A séta (roman, 1995)
- A kéklő pára (noveller, 1998)
- Stillheten (A nyugalom) (roman, 2001, sv. 2009)
- Anyám, Kleopátra (drama, 2002)
- A Lázár apokrifek (essäer, 2005)
- A csöndet úgy (bilddagbok, 2010)